# Tranåsborna
Tranåsborna (TB) var ett lokalt politiskt parti i Tranås kommun, som bildades inför valet till kommunfullmäktige 1991. 
I kommunalvalet 1991 erhöll partiet två mandat i fullmäktige och i kommunalvalet 1994 erhöll partiet två mandat i kommunalvalet i Tranås kommun. Partiet lämnade in en överklagan efter valet 1994 om tillhandahållande av valsedlar samt om otillåten valpåverkan. Valprövningsnämnden avslog överklagan.
I kommunalvalet 1998 fick partiet 2,96 procent av rösterna vilket motsvarade 326 röster och erhöll därmed ett mandat i kommunfullmäktige.
Partiet ställde inte upp i kommunalvalet 2002.